# Swap drugiej generacji
Swap drugiej generacji – rodzaj swapów będących modyfikacją klasycznych swapów lub modyfikacją innych instrumentów finansowych. 
Ze względu na brak ograniczeń w tworzeniu swapów, istnieje wiele możliwości tworzenia nowych, bardziej złożonych rodzajów kontraktów. Wiele z nich powstało na bazie trzech podstawowych rodzajów swapów: swap walutowy (ang. currency swap, FX swap), swap stopy procentowej (ang. interest rate swap, IRS) oraz swap walutowo-procentowy. 

## Przykłady swapów drugiej generacji
Do swapów drugiej generacji zaliczamy m.in. następujące kontrakty:
- Swap amortyzowany (Amortising swap) – polega na tym, że wartość nominalna kontraktu systematycznie zmniejsza się zgodnie z tabelą amortyzacji pożyczki (zmianie ulega jedynie kwota kapitału, stawka oprocentowania pozostaje bez zmian).
- Swap zaliczkowy (accreting swap, drawdown swap) – polega na tym, że wysokość kwoty kapitału systematycznie rośnie w okresie trwania umowy, a sposób wyceny kontraktu jest analogiczny do wyceny swapu amortyzowanego i opiera się na wyliczeniu wartości bieżącej netto płatności odsetkowych.
- Swap o zmiennej kwocie kontraktu (roller-coaster swap) – stanowi kombinację swapu amortyzowanego oraz zaliczkowego. W transakcji tej kwota podstawowa zwiększa się w pierwszych latach trwania swapu, potem zaś jest sukcesywnie zmniejszana.
- Swap opóźniony, swap terminowy (forward start swap, deffered swap) – kontrakt, w którym wymiana płatności jest zawieszona do określonego momentu w przyszłości. Swap jest korzystny dla klientów chcących już dziś ustalić stawki na przyszły okres.
- Collared swap – kontrakt, w którym z góry zostaje określona dolna i górna granica stawki procentowej (przedział) dla odsetek liczonych według zmiennej stopy.
- Credit default swap – swap na zwłokę w spłacie kredytu.
- Swap katastroficzny, zwany również ubezpieczeniowym (catastrophe swaps oraz CAT swaps).

a także: swap zero-kuponowy (zero-coupon swap), swap prolongowany (extandable swap), callable swap, puttable swap, capped swap, floored swap, opcja swapowa (swaption), swap aktywów (asset swap), swap towarowy (commodity swap), swap całkowitego dochodu (total return swap).